# جورج شابمان (سياسي)
جورج شابمان (بالإنجليزية: George Alan Chapman)‏ هو سياسي نيوزلندي، ولد في 13 أبريل 1927. حزبياً، نشط في الحزب الوطني في نيوزيلندا.